# Spongiosaplastik
Als Spongiosaplastik bezeichnet man in der Orthopädie und Unfallchirurgie die operative Einbringung von Knochengewebe vorzugsweise aus dem Markraum (Spongiosa) zur Auffüllung von Knochendefekten oder zur Behandlung von Störungen der Frakturheilung (Pseudarthrosen). Die Spongiosaplastik wird heute fast ausschließlich körpereigen (autogen) durchgeführt, das heißt, der Knochen wird in einer Operation aus einem Knochenareal entnommen und während derselben Operation in das Zielareal desselben Patienten eingebaut (implantiert). In Ausnahmefällen (sehr große Defekte) kann das Knochenmaterial auch von Organspendern (homologer Knochen) stammen. Für die seltenen Fälle ist ein maximaler biologischer Sicherheitsaufwand zu betreiben, da es sich bei Knochendefekten nicht um lebensbedrohliche Erkrankungen handelt und daher die Übertragung von blutübertragenen Krankheiten (HIV, Hepatitis etc.) auf keinen Fall hingenommen werden kann.

## Behandlungskonzept
Ziel der Spongiosaplastik muss die formschlüssige Füllung eines Knochendefektes sein, damit das implantierte Knochengewebe in das ortsständige Knochengewebe integriert werden kann. Erst nach einer solchen Integration kann der implantierte Knochen seine mechanischen Aufgabe übernehmen, die z. B. aus dem Tragen von Körpergewicht durch das Skelett besteht. Die Spongiosaplastik muss bei Frakturheilungsstörungen einerseits den Defekt zwischen den nicht verheilten Frakturenden füllen, andererseits durch das frische Knochengewebe die Frakturheilung anstoßen. Dazu dienen die in der Spongiosa enthaltenen Knochenzellen und mesenchymalen Stammzellen aber auch die Wachstumsfaktoren und die Knochenmatrix als Baugerüst (Strukturat).

## Indikationen

### Knochendefekte
Knochendefekte können verschiedene Ursachen haben. So kann rein mechanisch z. B. im Rahmen eines Verkehrsunfalls ein Knochenteil aus einem Frakturbereich gerissen werden und damit verloren gehen. Es kann aber auch bei einem Gelenkbruch der weichere Schwammknochen unterhalb der Gelenk zusammengepresst werden (sogenannte Impressionsfraktur) und dadurch ein Defekt entstehen. Ähnliche gelenknahe Defekte finden sich auch durch Knochenzysten, Knochenentzündung (Osteomyelitis) oder Knochentumoren. Dabei kann es sich um primäre Knochentumoren handeln oder auch um sekundäre Knochentumoren (Knochenmetastasen von Tumoren anderer Organsysteme). Eine ganz andere und sehr häufige Art von Knochendefekten werden bei orthopädischen Operationen zur Achskorrektur oder Gelenkstrukturierung erzeugt, bei denen Knochen durchtrennt und aufgeklappt wird. Zur Stabilisierung und knöchernen Defektfüllung muss hier Knochenmaterial (Spongiosa oder Corticospongiöser Knochen) eingebracht werden.

### Frakturheilungsstörung
Frakturheilungsstörungen (Pseudarthrosen) können neben mechanischen Problemen (Instabilität) auf einer Störung der biologischen Heilungsfaktoren beruhen: So kann die Durchblutung der Fakturregion gestört sein oder auch die Durchblutung der gesamten betroffenen Extremität. Es können auch aktive oder abgelaufene Knochenentzündungen eine Frakturheilung verhindern.

## Operationstechnik

### Entnahmeareal

Knochenstruktur im Oberschenkelknochen (Femurkondyle). Spongiosa ist von einer dünnen Schicht Kortikalis umgeben. Anatomisches Präparat

Als Spenderknochen für die Spongiosaplastik dienen meist körpereigene Knochen mit einem großen Gehalt an Spongiosa (Schwammknochen) wie z. B. der Beckenknochen. Auch große Röhrenknochen wie z. B. der Oberschenkelknochen und das Schienbein enthalten große Mengen an Spongiosa, die für die Spongiosaplastik verwendet werden können.
Zur Defektfüllung kleiner Mengen wird häufig die sogenannte lokale Spongiosaplastik angewandt: Hierzu wird das Knochengewebe aus der direkten Umgebung der Defektzone entnommen, für Defekte an Handknochen z. B. Entnahme aus der Speiche, für Defekt am Ellenbogengelenk die Entnahme aus dem Ellenhaken (Olekranon).

### Operationsverfahren
Operationen mit Verwendung einer Spongiosaplastik werden zur überwiegenden Zahl in Vollnarkose durchgeführt, weil die Entnahmeregion und der Zielknochen meist nicht in einem gemeinsam durch Lokalanästhesie betäubbaren Gebiet liegen. Zunächst wird im ersten Teil der Operation der Knochendefekt analysiert und in seinem Ausmaß bestimmt. Mit dieser Vorgabe kann dann die notwendige Menge des spongiösen Materials im zweiten Teil der Operation z. B. aus dem Beckenkamm entnommen werden. Hierzu wird entweder mit einem Knochenmeißel, einer Säge oder einer Knochenstanze ein entsprechendes Stück des Beckenknochens entnommen. Dieses Knochenstück kann, wenn ein definiertes Knochenteil benötigt wird, direkt eingebaut werden. Sollte es sich aber bei dem Knochendefekt um einen Hohlraum handeln oder um eine Frakturheilungsstörung, muss das Beckenstück mit Instrumenten (z. B. Luerzange) zerkleinert werden. Danach können diese Stücke von unter Kirschkerngröße gut einen Defekt füllen und durch Vergrößerung der Oberfläche auch schnell in den umgebenden Knochen integriert werden. Das Spongiosamaterial darf nicht komprimiert eingebracht werden, um ein Einwachsen von Osteoblasten in den Regenerationsbezirk zu erleichtern.

## Alternativen
Aufgrund der Defektzonen und zusätzlicher Operationszeit, die bei der Verwendung von Spongiosa entstehen, wird seit vielen Jahren die Nutzung von Knochenersatzmaterial erprobt. Einige Materialien wie Hydroxyapatitkeramik und Tricalciumphosphat werden bereits klinisch als Ersatz für autologe Spongiosa eingesetzt. Da diese Calcium-Phosphat-Verbindungen zellfrei sind, können sie ausschließlich als strukturierter Defektfüller dienen, auf den die Knochenzellen der Defektumgebung einwachsen. Solches Verhalten wird als Osteokonduktion bezeichnet, während Spongiosa durch seine Knochenzellen und Wachstumsfaktoren aktiv osteoinduktiv wirkt.
Um Störungen der Frakturheilung ohne die Verwendung von autologer Spongiosa zu therapieren, sind Calciumphosphatverbindungen als „hardware“ nicht geeignet. Stattdessen werden als „software“ spezifische Wachstumsfaktoren (z. B. bone morphogenetic protein) und aufbereitete Plasmafaktoren mit Erfolg eingesetzt.